# 27. ceremonia wręczenia nagród Brytyjskiej Akademii Filmowej
27. ceremonia rozdania nagród Brytyjskiej Akademii Sztuk Filmowych i Telewizyjnych.
 Najwięcej statuetek (po 3) otrzymały filmy Noc amerykańska i Najemnik.

## Laureaci
Laureaci oznaczeni są wytłuszczeniem

### Najlepszy film
- Noc amerykańska
- Dyskretny urok burżuazji
- Dzień Szakala
- Nie oglądaj się teraz

### Najlepszy aktor
- Walter Matthau − Charley Varrick, Pete i Tillie
- Marlon Brando − Ostatnie tango w Paryżu
- Laurence Olivier − Detektyw
- Donald Sutherland − Nie oglądaj się teraz

### Najlepsza aktorka
- Stéphane Audran − Dyskretny urok burżuazji, Tuż przed nocą
- Julie Christie − Nie oglądaj się teraz
- Glenda Jackson − Miłość w godzinach nadliczbowych
- Diana Ross − Lady śpiewa bluesa
- Ingrid Thulin − Szepty i krzyki

### Najlepsza aktor drugoplanowy
- Arthur Lowe − Szczęśliwy człowiek
- Ian Bannen − Agresja
- Denholm Elliott − Dom lalki
- Michael Lonsdale − Dzień Szakala

### Najlepsza aktorka drugoplanowa
- Valentina Cortese − Noc amerykańska
- Rosemary Leach − That’ll Be the Day
- Delphine Seyrig − Dzień Szakala
- Ingrid Thulin – Szepty i krzyki

### Najlepsza reżyseria
- François Truffaut − Noc amerykańska
- Luis Buñuel − Dyskretny urok burżuazji
- Nicolas Roeg − Nie oglądaj się teraz
- Fred Zinnemann − Dzień Szakala

### Najlepszy scenariusz
- Luis Buñuel, Jean-Claude Carrière − Dyskretny urok burżuazji
- Anthony Shaffer − Detektyw
- Kenneth Ross − Dzień Szakala
- Melvin Frank, Jack Rose − Miłość w godzinach nadliczbowych

### Najlepsze zdjęcia
- Anthony B. Richmond − Nie oglądaj się teraz
- Oswald Morris − Detektyw
- Sven Nykvist − Szepty i krzyki
- Douglas Slocombe − Jesus Christ Superstar, Podróże z moją ciotką

### Najlepsza scenografia/dekoracja wnętrz
- Natasha Kroll − Najemnik
- Ken Adam − Detektyw
- Tony Woollard − England Made Me
- Danilo Donati − Rzym

### Najlepsze kostiumy
- Theoni V. Aldredge − Najemnik
- Danilo Donati − Brat Słońce, siostra Księżyc
- Beatrice Dawson − Dom lalki
- Yvonne Blake − Jesus Christ Superstar

### Najlepszy dźwięk
- Les Wiggins, Gordon K. McCallum, Keith Grant − Jesus Christ Superstar
- Guy Villette, Luis Buñuel − Dyskretny urok burżuazji
- Nicholas Stevenson, Bob Allen − Dzień Szakala
- Rodney Holland, Peter Davies, Bob Jones − Nie oglądaj się teraz

### Najlepszy montaż
- Ralph Kemplen − Dzień Szakala
- Frank Morriss − Charley Varrick
- Graeme Clifford − Nie oglądaj się teraz
- Ralph Sheldon − The National Health

### Nagroda im. Anthony’ego Asquita za muzykę
- Alan Price − Szczęśliwy człowiek
- Bob Dylan − Pat Garrett i Billy Kid
- Taj Mahal − Sounder
- Mikis Theodorakis − Stan oblężenia

### Najbardziej obiecujący debiut aktorski w głównej roli
- Peter Egan − Najemnik
- Jim Dale − Mój udział w upadku Hitlera
- David Essex − That’ll Be the Day
- Kris Kristofferson − Pat Garrett i Billy Kid

## Podsumowanie
Laureaci

Nagroda / Nominacja
- 3 / 3 – Noc amerykańska
- 3 / 3 – Najemnik
- 2 / 2 – Szczęśliwy człowiek
- 2 / 5 – Dyskretny urok burżuazji
- 1 / 2 – Charley Varrick
- 1 / 3 – Jesus Christ Superstar
- 1 / 7 – Dzień Szakala
- 1 / 7 – Nie oglądaj się teraz

Przegrani
- 0 / 2 – Szepty i krzyki
- 0 / 2 – That’ll Be the Day
- 0 / 2 – Miłość w godzinach nadliczbowych
- 0 / 4 – Detektyw